# Square Henry-Bataille
Le square Henry-Bataille est un square du 16e arrondissement de Paris, dans le quartier d'Auteuil, longeant le bois de Boulogne et le boulevard Suchet.

## Situation et accès

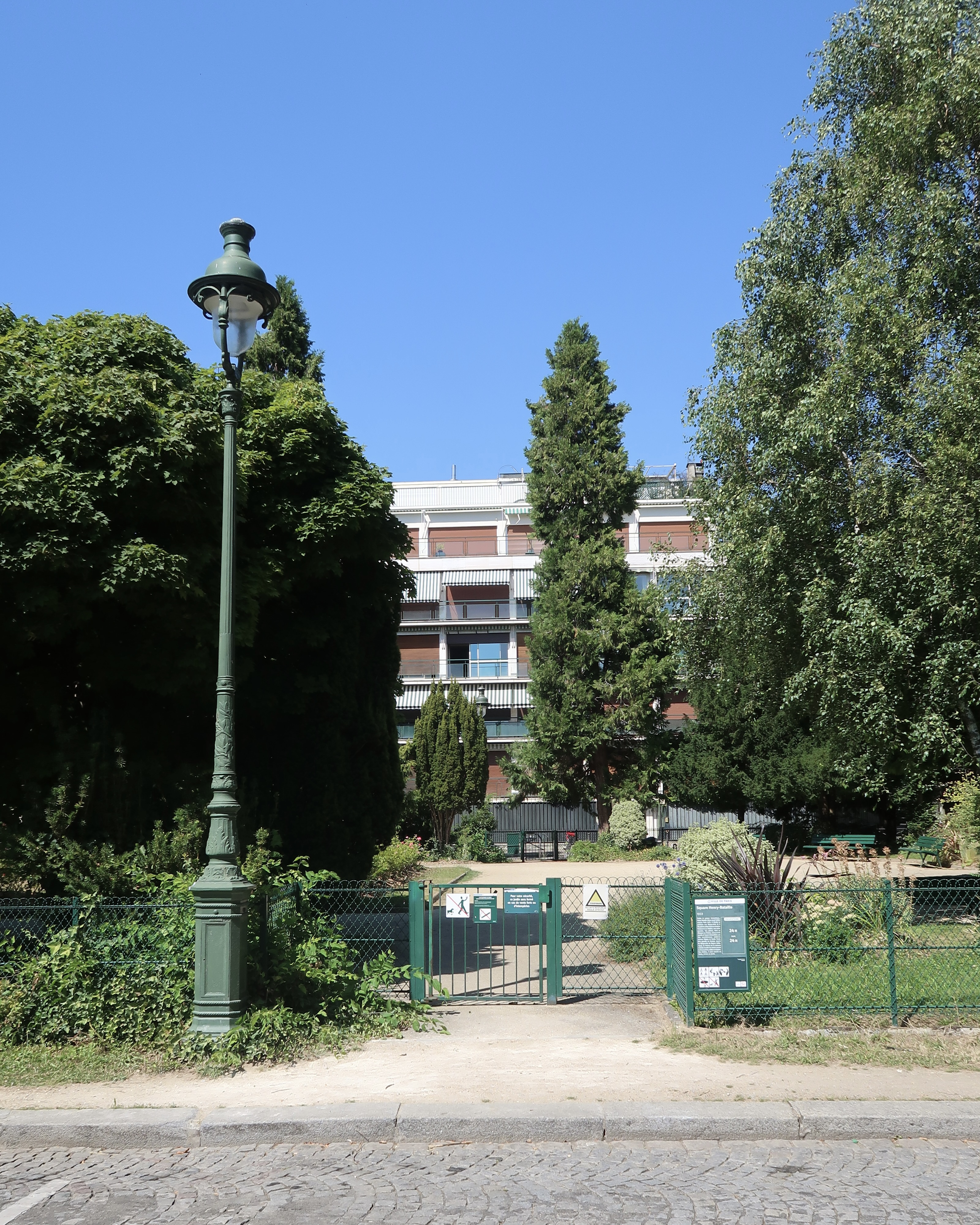
Entrée.

Le square est accessible au niveau du 64 boulevard Suchet et de l'avenue du Maréchal-Franchet-d'Espérey,.
Il est ouvert 24 heures sur 24.
Il est desservi par la ligne 9 à la station Jasmin.

## Origine du nom

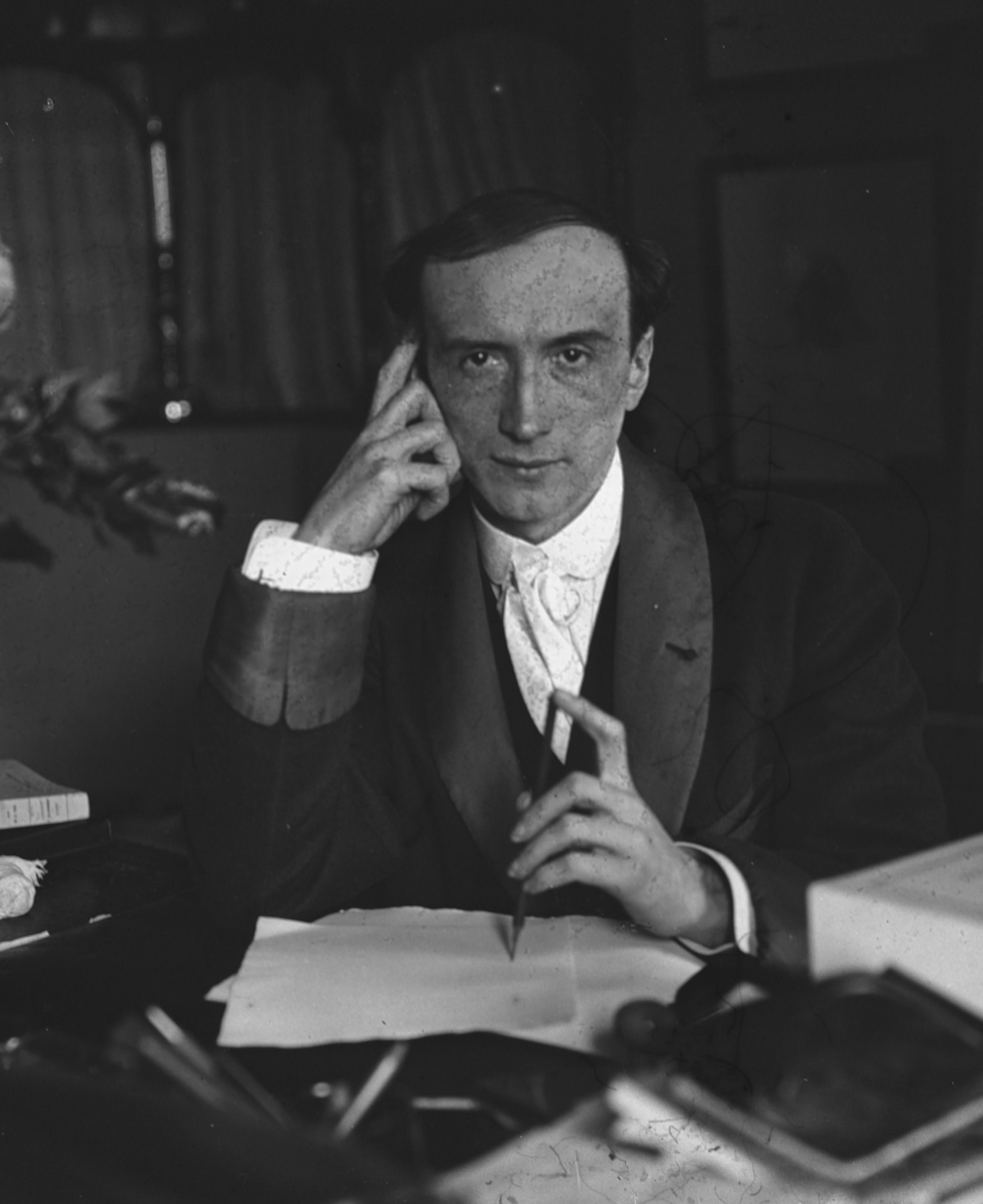
Henry Bataille.

Il porte le nom de l'auteur dramatique Henry Bataille (1872-1922), qui vivait dans le même arrondissement, 40 avenue Foch.

## Historique
Ce square est ouvert et prend sa dénomination actuelle en 1928, à l'emplacement du bastion no 60 de l'enceinte de Thiers. Voisins, les squares Alfred-Capus, Tolstoï et des Écrivains-Combattants-Morts-pour-la-France sont aménagés à la même époque et suivant un schéma similaire.
Il s'agit d'un espace vert loti sur ses pourtours nord et sud. Il possède le label ÉcoJardin.
Planté d'érables boules, le square accueille une aire de jeux pour enfants et un bac à sable. Il est accessible aux personnes à mobilité réduite. Les chiens y sont interdits. Juste à l'extérieur, côté ouest, sur un tronçon piéton de l'avenue du Maréchal-Franchet-d'Espérey, sont installés quatre équipements de fitness et deux tables de ping-pong.

## Bâtiments remarquables et lieux de mémoire
- Une sculpture de gazelle en bronze, œuvre de Marguerite de Bayser-Gratry, orne la pelouse centrale[2].
- L'hippodrome d'Auteuil est visible depuis le square, et donc le bois de Boulogne, où il est situé.